# Arberia

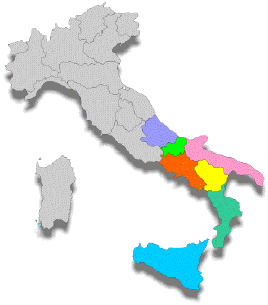
Le regioni d'Italia in cui è presente la minoranza italo-albanese o arberesca

L'Arberia (AFI: /arbeˈria/; nome nativo Arbëria) è un'isola linguistica d'Italia, comprendente l'insieme delle aree geografiche dell'Italia meridionale alla quale appartiene la minoranza etno-linguistica albanese d'Italia.
Essa non ha una vera e propria conformazione territoriale omogenea e comprende comunità site in sette regioni: Abruzzo, Basilicata, Calabria, Campania, Molise, Puglia e Sicilia. L'estensione dell'area copre 50 isole etno-linguistiche che interessano tutta l'Italia meridionale e insulare, 48 località tra comuni e frazioni, la maggior parte di esse in zone montuose. Le aree interessate dalla fondazione o influenza storica albanese in Italia, da nord a sud, sono oltre 110 località.
Tale area geografica cominciò a costituirsi dal XV secolo, con l'insediamento di alcuni mercenari albanesi (stradioti), chiamati con Giorgio Castriota Scanderbeg in aiuto dal re Alfonso I d'Aragona durante la guerra di successione del Regno di Napoli nel 1399. Questi finirono per stanziarsi in zone abbandonate o disabitate, dando origine alle prime colonie albanesi in Italia. Queste colonie accrebbero successivamente in occasione della diaspora albanese dall'Albania, dall'Epiro e in generale dalla penisola Balcanica causata dall'invasione turca, in cui vennero fondate dagli esuli un centinaio di nuovi centri, costituenti la comunità albanese in Italia. La diaspora delle popolazioni albanesi perdurò sino al XVIII secolo.
Oggi i discendenti di quegli esuli albanesi vivono ancora in questi luoghi, gli italo-albanesi, i quali hanno ricreato idealmente la loro patria lasciata, tramandandosi e coltivando lingua patria, rito religioso, costumi, usi, tradizioni, storia e regole di vita, aspetti che identificano fortemente la popolazione albanese d'Italia. La loro cultura è stata tramandata, e lo è in buona parte ancora oggi, oralmente. Non manca, d'altro canto, una importante produzione letteraria in lingua albanese, opera di proficui intellettuali che già dal XVI si sono impegnati a trasmettere fede, identità e senso civico nazionale.
Sino al XVIII secolo la denominazione Arbëria era ancora diffusa tra gli abitanti per indicare i territori d'Albania, oggi chiamata dagli albanesi dei Balcani Shqipëria. Se usata dagli arbereschi, può anche indicare l'Albania moderna; se usata in ambito storico può intendere l'Albania e i territori albanofoni del Medioevo.